# Yorikane Masumoto
Yorikane Masumoto (jap. 桝本 賴兼, Masumoto Yorikane; * 29. Januar 1941 in Mandschukuo) ist ein japanischer Politiker und war von Februar 1996 bis Februar 2008 der 25. Bürgermeister von Kyōto.
Masumoto wurde 1941 in der Mandschurei geboren. Im Alter von vier Jahren kehrten er und seine Eltern nach Japan zurück und ließen sich in der Präfektur Kyōto nieder. Masumoto wuchs in Kumihama auf, einer Gemeinde, die 2004 in der Stadt Kyōtango aufging.
Masumoto studierte an der Chūō-Universität, an deren Jurafakultät er 1963 graduierte.
1996 wurde er erstmals zum Bürgermeister von Kyōto gewählt. In dieser Funktion war er auch Präsident der 1994 gegründeten Liga Historischer Städte (League of Historical Cities, LHC).